# Oblast d'Ouralsk
1868–1920
Entités précédentes :
- Oblast des Kirghizes d’Orenbourg

Entités suivantes :
- Oblast du Kazakhstan-Occidental

L’oblast d’Ouralsk (en russe : Уральская область) est un oblast de l'Empire russe créé en 1868 au nord-est de la mer Caspienne avec pour capitale Ouralsk.

## Géographie
L’oblast d’Ouralsk s’étendait au nord-est de la mer Caspienne et était anciennement sous le contrôle du Khanat kazakh (jusqu’au début du XVIIIe siècle).
Il était bordé au sud-ouest par la mer Caspienne, tandis qu'à l’ouest, il partageait une frontière avec le gouvernement d'Astrakhan, au nord-ouest avec celui de Samara, au nord-est avec celui d'Orenbourg, à l’est avec l’Oblast de Tourgaï. Au sud-est, il confinait avec la mer d'Aral et, au sud, il jouxtait l’oblast de Transcaspienne.
Depuis l'indépendance du Kazakhstan en 1991, une partie du territoire actuel de l’oblast d’Ouralsk correspond à la province du Kazakhstan-Occidental.

## Subdivisions administratives
L'oblast est divisée en quatre ouiezds au début du xxe siècle : Gouriev, Lbichtchensk, Temir et Ouralsk.

## Population
En 1897 la population de l’oblast s’élève à 645 121 habitants, dont 71,3 % de Kazakhs, 24,9 % de Russes et 2,8 % de Tatares.